# Blauvogel
Pour plus de détails, voir Fiche technique et Distribution.
Blauvogel (litt. « Oiseau bleu » en allemand) est un western est-allemand sorti en 1979 et réalisé par Ulrich Weiß. Il s'agit de l'adaptation d'un roman d'Anna Müller-Tannewitz publié en 1950.

## Synopsis
La famille Ruster arrive en 1755 dans une colonie britannique d'Amérique du Nord. La famille est pauvre et aurait dû vivre en servitude en Angleterre. Mais en Amérique du Nord, ils peuvent se construire une existence propre en tant que fermiers. Certes, la guerre fait rage entre les Anglais et les Français, mais cela n'arrête pas les pionniers. George, 9 ans, est enthousiasmé lorsque son père lui montre la richesse de la nature. Devant le plus grand arbre du terrain qu'ils ont acheté, son père lui explique qu'ils sont désormais au paradis. La famille commence à abattre les arbres et à défricher la terre.
Un jour, George est attaqué par des Indiens qui l'emmènent. Ils l'emmènent dans leur village. Comme un enfant indien est mort, George est accueilli à sa place dans la tribu et porte désormais le nom d'Oiseau bleu (Blauvogel en VO). George n'est pas du tout content et tente de s'enfuir à la première occasion. Mais il est repris. Lorsqu'il comprend que la fuite est inutile, il commence à s'intéresser de plus près aux rites et aux coutumes des Iroquois.

## Fiche technique
Sauf indication contraire, les informations mentionnées dans cette section peuvent être confirmées par la base de données cinématographiques IMDb,  présente dans la section « Liens externes ».
- Titre original : Blauvogel
- Réalisateur : Ulrich Weiß
- Scénario : Ulrich Weiß et Gerd Gericke d'après Blauvogel. Wahlsohn der Irokesen d'Anna Müller-Tannewitz
- Photographie : Otto Hanisch
- Montage : Helga Krause
- Musique : Peter Rabenalt
- Costumes : Günther Pohl
- Société de production : Deutsche Film AG
- Pays de production :  Allemagne de l'Est
- Langue de tournage : allemand
- Format : Couleur - 35 mm
- Genre : Western
- Durée : 96 minutes (1h36)[1]
- Date de sortie :	
  - Allemagne de l'Est : 13 décembre 1979
  - Hongrie : 15 octobre 1981

## Distribution
- Robin Jaeger : Blauvogel (Oiseau Bleu) / George enfant
- Gabriel Oseciuc : Blauvogel (Oiseau Bleu) / George adulte
- Jutta Hoffmann : Mildred Ruster
- Kurt Böwe : John Ruster
- Jan Spitzer : Andrew
- Ileana Mavrodineanu : Mittagssonne (Soleil du Midi)
- Gheorghe Patru : Kleinbär (Petit Ours)
- Petrut Traian : Weißhaar (Cheveux Blancs)
- Gheorghe Haliu : Fuchs (Renard)
- Niculina Ursaru : Malia enfant
- Anca Szonyi : Malia adulte